# Кровавый древолаз
Кровавый древолаз (лат. Allobates zaparo) — вид бесхвостых земноводных из семейства Aromobatidae.
Он встречается на территории Эквадора и Перу, где населяет тропические леса.
Лягушка откладывает яйца в лесную подстилку, а потом переносит головастиков в воду.
Этот вид относили к роду Epipedobates до тех пор, пока филогенетический анализ не подтвердил его перенос в Allobates.